# Justicia atkinsonii
Justicia atkinsonii är en akantusväxtart som beskrevs av T. Anders.. Justicia atkinsonii ingår i släktet Justicia och familjen akantusväxter. Inga underarter finns listade i Catalogue of Life.